# Hypoprepia
Hypoprepia é um gênero de traça pertencente à família Arctiidae.